# Kajmany na Letnich Igrzyskach Olimpijskich 2016
Kajmany na XXX Letnich Igrzyskach Olimpijskich w Rio de Janeiro reprezentowało 5 sportowców – 3 mężczyzn i 2 kobiety.
Był to dziesiąty start Kajmanów na letnich igrzyskach olimpijskich.

## Reprezentanci

### Lekkoatletyka
Mężczyźni
| Zawodnik      | Konkurencja        | Eliminacje | Eliminacje | Ćwierćfinał | Ćwierćfinał | Półfinał | Półfinał | Finał | Finał   |
| Zawodnik      | Konkurencja        | Wynik      | Miejsce    | Wynik       | Miejsce     | Wynik    | Miejsce  | Wynik | Miejsce |
| ------------- | ------------------ | ---------- | ---------- | ----------- | ----------- | -------- | -------- | ----- | ------- |
| Kemar Hyman   | 100 m              | BYE        | BYE        | 10,34       | 7.          | NQ       | NQ       | NQ    | NQ      |
| Ronald Forbes | 110 m przez płotki | 14,67      | 6.         | n\a.        | n\a.        | NQ       | NQ       | NQ    | NQ      |

### Pływanie
Mężczyźni
| Zawodnik        | Konkurencja           | Eliminacje | Eliminacje | Półfinał | Półfinał | Finał | Finał   |
| Zawodnik        | Konkurencja           | Czas       | Miejsce    | Czas     | Miejsce  | Czas  | Miejsce |
| --------------- | --------------------- | ---------- | ---------- | -------- | -------- | ----- | ------- |
| Geoffrey Butler | 400 m stylem dowolnym | 4:07,48    | 48.        | n\a      | n\a      | NQ    | NQ      |

Kobiety
| Zawodniczka | Konkurencja              | Eliminacje | Eliminacje | Półfinał | Półfinał | Finał | Finał   |
| Zawodniczka | Konkurencja              | Czas       | Miejsce    | Czas     | Miejsce  | Czas  | Miejsce |
| ----------- | ------------------------ | ---------- | ---------- | -------- | -------- | ----- | ------- |
| Lara Butler | 100 m stylem grzbietowym | 1:04,98    | 29.        | NQ       | NQ       | NQ    | NQ      |

### Żeglarstwo
Kobiety
| Zawodniczka    | Konkurencja  | Wyścig | Wyścig | Wyścig | Wyścig | Wyścig | Wyścig | Wyścig | Wyścig | Wyścig | Wyścig | Wyścig | Punkty | Finałowa pozycja |
| Zawodniczka    | Konkurencja  | 1      | 2      | 3      | 4      | 5      | 6      | 7      | 8      | 9      | 10     | M      | Punkty | Finałowa pozycja |
| -------------- | ------------ | ------ | ------ | ------ | ------ | ------ | ------ | ------ | ------ | ------ | ------ | ------ | ------ | ---------------- |
| Florence Allan | Laser Radial | 35     | 34     | 31     | 36     | DNF    | DNF    | 32     | 34     | 33     | 36     | NQ     | 308    | 36.              |